# Itinerância
Roaming ou itinerância[carece de fontes para português brasileiro] é um termo empregado em telefonia móvel mas também aplicável a outras tecnologias de rede sem fio. Designa a capacidade de um usuário de uma rede para obter conectividade em áreas fora da localidade geográfica onde está registrado, ou seja, obtendo conectividade através de uma outra rede onde é visitante. A rede que está sendo visitada pode ou não pertencer a mesma operadora. O termo roaming tem origem no padrão GSM, o mais adotado para telefonia móvel.
O fornecimento de roaming para os usuários traz inúmeras implicações técnicas e comerciais para as operadoras, principalmente quando ocorre roaming entre operadoras distintas. É preciso realizar a autenticação dos usuários visitantes de outras redes de outras operadoras, bem como realizar a cobrança pela prestação dos serviços ao usuário e a sua operadora.
Além do roaming entre operadoras, pode-se em muitos casos realizar roaming entre diferentes localidades de um mesmo país ou mesmo entre operadoras de diferentes países. Diferenças entre as tecnologias empregadas pelas operadoras em cada país ou definidas pelos seus órgãos reguladores nem sempre permitem o roaming.
A realização do roaming envolve um processo conhecido como handoff, que é responsável por transferir o usuário de uma rede para outra. Nas redes de telefonia móvel este processo deve identificar quando um telefone celular está deixando uma área de cobertura e para qual área ele está se dirigindo. Tendo estas informações é preciso "passar" o controle do telefone de uma área para outra sendo desejável que esta passagem seja transparente e não gere interrupção no serviço.
O roaming pode envolver também tecnologias de rede sem fio diferentes, possibilitando conectividade pela tecnologia que for mais conveniente ao usuário a cada momento. O processo que envolve esta transferência entre diferentes tecnologias é chamado de handoff vertical.

## Europa: tarifas mais baixas
No verão de 2009, as tarifas aplicadas às chamadas efetuadas em roaming voltaram a baixar. A Comissão da Indústria, Investigação e Energia do Parlamento Europeu aprovou no dia 31 de março de 2009 o compromisso informal sobre o regulamento comunitário relativo ao roaming nas redes telefónicas móveis, previamente negociado com os eurodeputados e a Presidência checa do Conselho. A medida é válida para chamadas, mensagens SMS e acesso à Internet, através do telemóvel, entre Estados-Membros da União Europeia. O compromisso estabeleceu tarifas máximas, o que significa que as operadoras móveis têm a possibilidade de praticar preços inferiores, mas não superiores.
A partir de 1 de julho de 2009, o preço máximo das chamadas efectuadas passou a ser de 0,43 euro, das chamadas recebidas de 0,19 euro por minuto, e das mensagens escritas de 0,11 euro por mensagem enviada, acrescidos do respetivo IVA.

### Roamingda Internet
Em 2015, representantes dos 28 estados membros, da União Europeia acordaram em acabar com os custos acrescidos para os utilizadores que acedem à Internet a partir de redes móveis nos 28 países da UE. A partir de 15 de junho de 2017, nenhum operador poderá cobrar aos consumidores (ou a outros operadores…) da UE um custo acrescido por acederem à Net noutros estados-membros que não o de origem.